# Kabupaten Lampung Selatan
Kabupaten Lampung Selatan är ett kabupaten i Indonesien.   Det ligger i provinsen Lampung, i den västra delen av landet, 220 km väster om huvudstaden Jakarta. Antalet invånare är 964 504.